# 요네하라 유
요네하라 유(일본어: 米原 祐, 1994년 8월 18일~)는 일본의 축구 선수이다.

## 구단 경력
그는 2017년 J3리그의 SC 사가미하라에 입단했다. 2018년까지 36경기에 출전하여, 2득점을 넣었다. 2019년 이와테 그루자 모리오카로 이적했다. 2020년 크리아카오 신주쿠로 이적했다.